# Erzbistum Malanje
Das Erzbistum Malanje (lateinisch Archidioecesis Malaniensis) ist eine in Angola gelegene römisch-katholische Erzdiözese mit Sitz in Malanje.

## Geschichte
Papst Pius XII. gründete es mit der Apostolischen Konstitution Inter sollicitudines am 25. November 1957 aus Gebietsabtretungen des Bistums Silva Porto und des Erzbistums Luanda, dem es auch als Suffragandiözese unterstellt wurde.
Am 10. August 1975 verlor es einen Teil seines Territoriums an das Bistum Henrique de Carvalho und bekam einige Gebiete des Erzbistums Luanda.
Am 12. April 2011 wurde die Diözese von Papst Benedikt XVI. in den Rang der Metropolitanerzdiözese erhoben und ihr die Diözesen Uije und Ndalatando als Suffraganbistümer unterstellt. Der bisherige Bischof Luis María Pérez Onraita Aguirre wurde zum ersten Erzbischof ernannt.

## Ordinarien

### Bischöfe von Malanje
- Manuel Nunes Gabriel (1957–1962), dann Koadjutorerzbischof von Luanda
- Pompeu de Sá Leão e Seabra CSSp (1962–1973)
- Eduardo André Muaca (1973–1975), dann Koadjutorerzbischof von Luanda
- Alexandre do Nascimento (1975–1977), dann Erzbischof von Lubango
- Eugénio Salessu (1977–1998)
- Luis María Pérez de Onraita Aguirre (1998–2011)

### Erzbischof von Malanje
- Luis María Pérez de Onraita Aguirre (2011–2012)
- Benedito Roberto CSSp (2012–2020)
- Luzizila Kiala (seit 2021)

## Statistik
| Jahr | Bevölkerung | Bevölkerung | Bevölkerung | Priester   | Priester           | Priester         | Priester               | Ständige Diakone | Ordensleute | Ordensleute | Pfarreien |
| Jahr | Katholiken  | Einwohner   | %           | Gesamtzahl | Diözesan- priester | Ordens- priester | Katholiken je Priester | Ständige Diakone | männlich    | weiblich    | Pfarreien |
| ---- | ----------- | ----------- | ----------- | ---------- | ------------------ | ---------------- | ---------------------- | ---------------- | ----------- | ----------- | --------- |
| 1969 | 142.321     | 771.000     | 18,5        | 50         | 20                 | 30               | 2.846                  |                  | 35          | 66          | 17        |
| 1980 | 137.500     | 555.000     | 24,8        | 15         | 3                  | 12               | 9.166                  |                  | 15          | 29          | 14        |
| 1990 | 185.000     | 590.000     | 31,4        | 15         | 6                  | 9                | 12.333                 | 1                | 12          | 80          | 14        |
| 1999 | 153.000     | 503.011     | 30,4        | 16         | 6                  | 10               | 9.562                  |                  | 10          | 125         | 14        |
| 2000 | 176.996     | 510.000     | 34,7        | 11         | 6                  | 5                | 16.090                 |                  | 6           | 100         | 9         |
| 2001 | 177.485     | 505.000     | 35,1        | 15         | 4                  | 11               | 11.832                 |                  | 25          | 67          | 14        |
| 2002 | 183.325     | 506.000     | 36,2        | 17         | 6                  | 11               | 10.783                 |                  | 25          | 69          | 14        |
| 2003 | 392.000     | 1.312.000   | 29,9        | 21         | 10                 | 11               | 18.666                 |                  | 13          | 96          | 8         |
| 2004 | 454.000     | 990.600     | 45,8        | 21         | 10                 | 11               | 21.619                 |                  | 14          | 90          | 4         |